# مقاطعة لالي
مقاطعة لالي (بالفارسية: شهرستان لالى) هي إحدى مقاطعات إيران وتقع في محافظة خوزستان. مدينة لالي هي عاصمة هذه المقاطعة. حسب إحصاءات المركز الرسمي للإحصاءات الإيرانية في 2006 كان يسكن مقاطعة لالي 35,549 شخص وكان عدد المساكن 6,341 مسكن. تنقسم هذه المقاطعة بلدتان: البلدة المركزية وبلدة حتي. للمقاطعة مدينة واحدة وهي لالي.